# Piaractus mesopotamicus
Pour les articles homonymes, voir Piaractus et Mesopotamicus.
Espèce
Piaractus mesopotamicus, le  Pacu, Mbiraí ou Pez chato est un poisson d'eau douce de l'ordre des Characiformes, de la famille des Serrasalmidae. Natif du bassin du río Paraguay et río Paraná. D'autres poissons d'Amérique du Sud sont aussi appelés pacus.

## Description
Cette espèce est d’apparemment très robuste et imposante, de forme ovoïde, et aplati latéralement. Ses écailles sont grises ou argentées, avec le ventre blanc et la zone pectorale de couleur jaune doré. Les nageoires sont jaunes ou orangées, avec un rebord noir.

### Taille
Il atteint 45 cm de long, et un poids de 20 kg

## Alimentation
Il est omnivore, se nourrissant de crustacés, d'insectes et de végétaux.

## Comportement
Il préfère les milieux subtropicaux. Au mois de mars avec l'arrivée de l'hiver austral, il migre, remontant les fleuves pour chercher des zones plus chaudes, et fait le chemin inverse en octobre. La femelle pond en été entre décembre et janvier.